# Sermuz
Sermuz est un hameau de la commune d'Yverdon-les-Bains, en Suisse, dans le district du Jura-Nord vaudois. Il comptait une vingtaine d'habitants en 1990.
On y trouve des vestiges archéologiques, du Ier siècle av. J.-C. : les restes d'un mur gaulois qui y avait été édifié. On y a trouvé des pièces de monnaie, de la céramique et des morceaux d'amphores.
Durant le XIIe siècle et le XIIIe siècle, l'ordre de Saint-Bernard y avait un prieuré.